# Droga wojewódzka 250
Die Droga wojewódzka 250 (DW 250) ist eine 14 Kilometer lange Droga wojewódzka (Woiwodschaftsstraße) in der polnischen Woiwodschaft Kujawien-Pommern, die die Droga krajowa 15 in Suchatówka mit Służewo verbindet. Die Strecke liegt im Powiat Inowrocławski und im Powiat Aleksandrowski.

## Streckenverlauf
Woiwodschaft Kujawien-Pommern, Powiat Inowrocławski
-  Suchatówka (DK 15)

Woiwodschaft Kujawien-Pommern, Powiat Aleksandrowski
- Rożno-Parcele
- Broniszewo
-  Służewo (DW 266)